# Walter Blaas
Walter Blaas (* 26. Jänner 1959 in Kaltern) ist ein Südtiroler Politiker.

## Biographie
Blaas, beruflich als Angestellter bei den Stadtwerken Brixen tätig, trat politisch ab 2005 als Brixner Gemeinderat der Freiheitlichen und Sprecher seiner Fraktion in Erscheinung. 2008 versuchte er auf der Liste seiner Partei ein Mandat für den Südtiroler Landtag und damit gleichzeitig den Regionalrat Trentino-Südtirol zu erringen, was ihm mit 2.403 Vorzugsstimmen jedoch nicht gelang.
Bei den Südtiroler Landtagswahlen 2013 vereinte Blaas 3.594 Vorzugsstimmen auf sich, wodurch er als Fünftplatzierter der Freiheitlichen ins Hohe Haus einziehen konnte. Im Rahmen der Landtagswahlen 2018 erlitt seine Partei starke Stimmenverluste und Blaas verpasste mit 1.501 Vorzugsstimmen eine Wiederwahl.